# Billboard
Billboard (originalmente The Billboard) è una rivista settimanale statunitense dedicata alla musica. Contiene alcune sezioni dedicate alle classifiche, considerate tra le più precise e dettagliate al mondo.
La più famosa di queste è la Billboard Hot 100, che include i cento singoli più ascoltati negli Stati Uniti a cui fanno seguito la Billboard Hot Latin 100, che include le cento canzoni più ascoltate nei paesi latino-americani, e la Dance Club Songs, che include le canzoni più popolari nelle discoteche e nei club. Un'altra importante classifica è la Billboard 200, che cataloga i duecento album più venduti negli USA.
In totale le classifiche stilate da Billboard raggiungono le novanta unità.

## Storia
Il primo magazine di The Billboard fu pubblicato a Cincinnati, in Ohio, il 1º novembre 1894 da William Donaldson e James Hennegan. Gli avvisi affissi erano conosciuti sotto il nome di Billboard Advertising. All'epoca, le pubblicità e i manifesti erano rilasciati su carta, mezzo principale usato per le pubblicità. Donaldson gestì l'editoriale e la pubblicità, mentre Hennegan la produzione delle riviste. Il magazine era lungo solo otto pagine e figuravano titoli come The Bill Room Gossip (Gossip sulla stanza di Bill) e The Indefatigable and Tireless Industry of the Bill Poster ("Poster dell'inesauribile e instancabile industria di Bill"). Nel 1897, il titolo del magazine è stato cambiato in The Billboard.
Dopo una breve partenza sulle editoriali, Donaldson, nel 1900, riacquisì l'interesse di Hennegan per 500$, salvandolo anche dal fallimento. Quel maggio, Donaldson cambiò la rivista da mensile a settimanale, con una maggiore enfasi sulle ultime notizie. Di seguito migliorò ulteriormente la qualità editoriale, aprendo nuovi uffici a New York, Chicago, San Francisco, Londra e Parigi. Ha anche rivisto il genere dell'intrattenimento all'aperto, come fiere, carnevali, circhi, vaudeville e burlesque. Nel 1900, ci fu l'introduzione di una sezione dedicata ai circhi, mentre nel 1901 quella sugli eventi all'aperto. Billboard ha rivisitato anche argomenti quali regolamentazione, mancanza di professionalità, economia e nuovi spettacoli. La rivista ora includeva sezioni quali stage gossip (la vita privata degli intrattenitori), tent show (spettacoli itinerari) e una sua sottosezione chiamata Freaks to order (Spaventi da ordinare). Secondo il The Seattle Times, Donaldson ha pubblicato alcuni articoli contro la censura, lodando delle produzioni che a detta loro sarebbero state di "buon gusto che combattono la stampa scandalistica". Il 4 gennaio 1936 la rivista Billboard pubblicò la sua prima classifica e il 20 luglio 1940 la prima Music Popularity Chart, classifica dedicata alle canzoni più ascoltate. La Billboard Hot 100 venne pubblicata per la prima volta nel 1958, come combinazione tra vendite del singolo e "passaggi" radio.

## Classifiche Billboard

### Principali
- Billboard 200
- Hot Country Songs
- Billboard Hot 100
- Billboard Canadian Albums
- Billboard Canadian Hot 100
- Hot R&B/Hip-Hop Songs
- Top R&B/Hip-Hop Albums

## Premiazioni
Dal 1990 Billboard ha istituito i Billboard Music Award, una cerimonia di premiazione che premia i migliori album, artisti e singoli musicali di diversi generi musicali che hanno ottenuto i risultati più alti durante l'anno in termini di vendite, streaming, airplay radiofonico e tournée. I dati provengono da Billboard e dai suoi partner, tra cui MRC Data e Next Big Sound. Nel corso degli anni, Billboard ha istituito numerose altre premiazioni per onorare diversi generi musicali, performance dal vivo e artisti.
- Billboard Latin Music Awards (dal 1994), premiazione volta a riconoscere gli artisti, album e singoli musicali della musica latina.
- Billboard R&B/Hip-Hop Awards (2004), premiazione volta a riconoscere gli artisti, album e singoli musicali dell'hip hop e R&B.
- Billboard Digital Entertainment Awards (2004), premiazione volta a riconoscere l'eccellenza nell'innovazione, nell'imprenditorialità e nello sviluppo di marchi, prodotti e brand nel digitale.
- Billboard Live Music Awards (2004–2019), premiazione volta a riconoscere gli artisti, show, festival e tournée.
- Billboard Women in Music (dal 2007) premiazione volta a riconoscere le artiste e l'equità nella musica.
- Billboard Japan Music Awards (2009–2020), premiazione volta a riconoscere gli artisti, album e singoli musicali giapponesi.

## Versioni internazionali
Nel corso degli anni Billboard ha pubblicato a delle riviste cartacee o online della rivista con sede in altri stati.
- Billboard Africa, è una rivista online dedicata all'industria musicale dell'Africa, pubblicata dal 2025.
- Billboard Arabia, è una rivista online dedicata all'industria musicale del mondo arabo, pubblicata dal 2023.
- Billboard Argentina, è una rivista online dedicata all'industria musicale dell'Argentina, pubblicata dal 2013 distribuita da Sociedad de Editores ABC1.
- Billboard Brasil, è una rivista cartacea (2009-2014) e in versione online (2014-2019; 2023-presente), dedicata all'industria musicale del Brasile, distribuita da BPP Ltd.
- Billboard Canada, è una rivista online dedicata all'industria musicale del Canada, pubblicata dal 2023.
- Billboard China, è una rivista online dedicata all'industria musicale della Cina, pubblicata dal 2016 distribuita da Vision Media Group.
- Billboard Colombia, è una rivista online dedicata all'industria musicale della Colombia, pubblicata dal 2025.
- Billboard Español, è una rivista online in lingua spagnola della rivista Billboard, pubblicata dal 2007 e distribuita da Telemundo.
- Billboard France, è una rivista online dedicata all'industria musicale della Francia, pubblicata dal 2025.
- Billboard Georgia, è una rivista online dedicata all'industria musicale della Georgia, pubblicata dal 2023.
- Billboard Greece, è stata una rivista online dedicata all'industria musicale della Grecia, pubblicata nel 2011.
- Billboard Indonesia, è stata una rivista online dedicata all'industria musicale dell'Indonesia, pubblicata nel 2018.
- Billboard Japan, è una rivista online dedicata all'industria musicale del Giappone, pubblicata dal 2008 distribuita da Hanshin Contents Link.
- Billboard K-Town, è una rivista online dedicata all'industria musicale della Corea del Sud e del K-pop, pubblicata dal 2013.
- Billboard Korea, è una rivista online dedicata all'industria musicale della Corea del Sud, pubblicata dal 2024.
- Billboard Philippines, è una rivista online dedicata all'industria musicale delle Filippine, pubblicata dal 2016 al 2018 da Algo-Rhythm Communications e dal 2023 da Modern Media Group Inc.
- Billboard Thailand, è una rivista online dedicata all'industria musicale della Thailandia, pubblicata dal 2022.
- Billboard Türkiye, è stata una rivista online dedicata all'industria musicale della Turchia, pubblicata dal 2008 al 2010 distribuita da Erman Yerdelen e Aydın Demirer.
- Billboard Vietnam, è una rivista online dedicata all'industria musicale del Vietnam, pubblicata dal 2017 distribuita da Purpose Media Company.

### Billboard Italia
Billboard Italia nasce a novembre 2017. Disponibile anche in forma cartacea con cadenza trimestrale, la testata si concentra in particolar modo sull'industria musicale dell'Italia. Dal 2023 l'editore è QubiaMedia. A settembre 2024 la rivista ha dato vita a Billboard Italia Women in Music, cerimonia di premiazione ispirata a Billboard Women in Music, volta a celebrare le artiste e le professioniste più importanti dell'industria musicale italiana.